# 1360er
Portal Geschichte | Portal Biografien | Aktuelle Ereignisse | Jahreskalender | Tagesartikel

◄ |
13. Jh. |
14. Jahrhundert
| 15. Jh. | ►

◄ |
1330er |
1340er |
1350er |
1360er
| 1370er | 1380er | 1390er | ►

1360 |
1361 |
1362 |
1363 |
1364 |
1365 |
1366 |
1367 |
1368 |
1369

## Ereignisse
- 1367: Der Papstsitz kehrt mit Urban V. von Avignon nach Rom zurück.

## Kulturgeschichte

### Musik
- Guillaume de Machaut komponiert an der Kathedrale von Reims die Messe de Nostre Dame, die älteste Vertonung des vollständigen Messordinariums aus der Feder eines einzelnen Komponisten.